# Roland Melanson
Roland Joseph „Rollie“ Melanson (* 28. Juni 1960 in Moncton, New Brunswick) ist ein ehemaliger kanadischer Eishockeytorwart, der von 1980 bis 1992 für die New York Islanders, Minnesota North Stars, Los Angeles Kings, New Jersey Devils und Montréal Canadiens in der National Hockey League spielte. Sein Sohn Mathieu ist ebenfalls ein professioneller Eishockeyspieler und wurde beim NHL Entry Draft 2003 von den Minnesota Wild in der achten Runde ausgewählt.

## Karriere
Während seiner Juniorenzeit spielte er in seiner Heimatstadt bei den Windsor Spitfires in der Ontario Hockey League. Beim NHL Entry Draft 1979 wählten ihn die New York Islanders in der dritten Runde an insgesamt 59. Position aus. Nach dem Draft wechselte er innerhalb der OHL zu den Oshawa Generals.
In der Saison 1980/81 spielte er in der Central Hockey League bei den Indianapolis Checkers. Nachdem die Islanders Glenn Resch abgegeben hatten, nahm er den Platz hinter Billy Smith ein. Die Islanders waren das dominierende Team zu dieser Zeit und so stand er drei Mal im Kader, als das Team den Stanley Cup gewann. In der Saison 1982/83 wurde von den NHL-Statistikern erstmals die Fangquote der Torhüter ermittelt. In den ersten beiden Jahren führte er diese Wertung an. Auch in der Saison 1983/84 erreichten die Islanders die Finalserie, doch dieses Mal unterlagen sie den Edmonton Oilers. 
Im darauffolgenden Jahr setzte man bei den Islanders auf Kelly Hrudey als jungen Goalie und gab Melanson an die Minnesota North Stars ab. Hier reihte er sich hinter Don Beaupre ein. In zwei Spielzeiten bestritt er 26 Spiele für die Stars, bevor diese ihn an die New York Rangers abgaben. Am selben Tag reichten ihn diese an die Los Angeles Kings weiter. Hier schaffte er es Stammtorhüter zu werden. Eine Verletzung am Knie, früh in der Saison 1988/89, gab Glenn Healy die Chance, ihn zu verdrängen. Als die Kings auch noch Kelly Hrudey verpflichteten, waren seine Tage gezählt.
Er wechselte zu den New Jersey Devils, doch für diese bestritt er in zwei Jahren nur 20 Minuten in einem einzigen Spiel. Meist wurde er in der American Hockey League bei den Utica Devils eingesetzt. Zusammen mit Kirk Muller schickten ihn die Devils zu den Montréal Canadiens. Für die beiden erhielten sie Stéphane Richer und Tom Chorske. Als Ersatz hinter Patrick Roy bekam er nur wenig Eiszeit. Bei seinen neun Spielen blieb er in zwei Partien ohne Gegentor, doch nach Ende der Saison 1991/92 beendete er seine NHL-Karriere und spielte noch zwei Jahre in unteren Klassen.
Ab 1997 war er viele Jahre Assistenztrainer bei den Montréal Canadiens. Er war der erste in New Brunswick geborene Torwart in der NHL.

## Sportliche Erfolge
- Stanley Cup: 1981, 1982 und 1983

### Persönliche Auszeichnungen
- OHL Second All-Star Team: 1979
- CHL First All-Star Team: 1981
- Ken McKenzie Trophy: 1981
- NHL Second All-Star Team: 1983
- William M. Jennings Trophy: 1983 (gemeinsam mit Billy Smith)
- Teilnahme am NHL All-Star Game: 1986
- Beste Fangquote in der NHL: 1983 und 1984